# MRO (ген)
MRO (англ. Maestro) – білок, який кодується однойменним геном, розташованим у людей на довгому плечі 18-ї хромосоми. Довжина поліпептидного ланцюга білка становить 248 амінокислот, а молекулярна маса — 29 054.
| 10         |  | 20         |  | 30         |  | 40         |  | 50         |
| ---------- |  | ---------- |  | ---------- |  | ---------- |  | ---------- |
| MDQRQRRILG |  | QPLSIPTSQP |  | KQKRTSMISF |  | FSKVSWKLRF |  | QKREPLKNVF |
| FILAERARDP |  | SAKKRHMAMR |  | NLGTMAYEAP |  | DKVRKYKKIV |  | LDLLVYGLYD |
| PVNLEVIHES |  | MKTLTVVLGK |  | IQGKGLGSFF |  | IDITLQTRTL |  | LDDENDSLRY |
| SAFVLFGQLA |  | AFAGRKWKKF |  | FTSQVKQTRD |  | SLLIHLQDRN |  | PQVAKACKTT |
| FQACSPYLKL |  | KEEYSFQSEE |  | DQRNTKLYQQ |  | LSHYHPEILQ |  | FFYANKIL   |

A: Аланін

C: Цистеїн

D: Аспарагінова кислота

E: Глутамінова кислота

F: Фенілаланін

G: Гліцин

H: Гістидин

I: Ізолейцин

K: Лізин

L: Лейцин

M: Метіонін

N: Аспарагін

P: Пролін

Q: Глутамін

R: Аргінін

S: Серин

T: Треонін

V: Валін

W: Триптофан

Задіяний у такому біологічному процесі, як альтернативний сплайсинг. 
Локалізований у ядрі.